# Kunovice zastávka
Kunovice zastávka je železniční zastávka v Kunovicích, která se nachází v km 99,395 trati Brno – Trenčianska Teplá, v jízdním řádu označené čísly 340 a 341. Ve městě se dále nachází ještě železniční stanice Kunovice. Nedaleko odsud se nachází Letecké muzeum Kunovice. Provoz byl na zastávce zahájen v roce 1947.
Zastávku pravidelně obsluhují osobní vlaky Českých drah, jezdící mezi Brnem a Uherským Hradištěm a Starým Městem u Uherského Hradiště. V roce 2021 zde zastavovalo také několik osobních vlaků společnosti ARRIVA vlaky ze Starého Města u Uherského Hradiště do Veselí nad Moravou.

## Popis zastávky
Zastávka má jedno vnější nástupiště o délce 140 s výškou nástupní hrany 250 mm nad temenem kolejnice. V zastávce se nachází přístřešek pro cestující. Cestující na zastávce jsou informováni pomocí rozhlasu, který je obsluhován z CDP Přerov.

## Nehoda
Přibližně kilometr severním směrem, těsně před rozdělením tratí do Starého Města u Uherského Hradiště a do Trenčianské Teplé se nachází přejezd, na němž došlo 18. září 2020 ve 13:17 ke střetu vlaku s traktorem. Ve vlaku jelo 40 až 50 cestujících, z nichž tři byli lehce zraněni.